# تورو کامیکاوا
تورو کامیکاوا (انگلیسی: Toru Kamikawa؛ زادهٔ ۸ ژوئن ۱۹۶۳) داور فوتبال اهل ژاپن است.